# Акимов Леонід Опанасович
Леоні́д Опана́сович Аки́мов (також Акімов; 1937—2017) — радянський і український астроном, спеціаліст з фізики Місяця, провідний науковий співробітник Харківської обсерваторії, лауреат Премії НАН України ім. акад. М. П. Барабашова.

## Життєпис
Народився 8 листопада 1937 року. У 1955 році закінчив середню школу. Закінчив фізико-математичний факультет Харківського державного університету у 1960 році. У 1963 році почав працювати в Астрономічній обсерваторії університету. Здобув ступінь кандидата фізико-математичних наук у 1967 році, а через 21 рік здобув ступінь доктора фізико-математичних наук.
Основні наукові дослідження Акімова були пов'язані з Місяцем. Він теоретично й експериментально досліджував оптичні властивості місячної поверхні, вивчав морфологію та геологію Місяця, створив каталог оптичних властивостей 255 ділянок поверхні Місяця. Є автором формули Акімова для розсіяння світла, яка застосовна до поверхонь Місяця й інших небесних тіл.
В результаті проведених під керівництвом Акімова досліджень сонячних затемнень знайдено максимум випромінювання в лінії гелію D3 в області температурного мінімуму в атмосфері Сонця та розроблено неоднорідну модель сонячних факелів.
Акімов власноруч створив ряд астрономічних приладів, які використовував у своїх дослідженнях.
Ім'ям вченого названа мала планета 18750 Leonidakimov та формула Акимова.

## Відзнаки
- Премія НАН України ім. акад. М. П. Барабашова (1988)[2]